# جوردان هولس
جوردان هولس (بالإنجليزية: Jordan Hulls)‏ مواليد 16 أبريل 1990، هو لاعب كرة سلة أمريكي. بدأ مسيرته الاحترافية في سنة 2013. يلعب مع إسبارن بريمرهافن في الدوري الألماني لكرة السلة كلاعب هجوم خلفي. يحمل الرقم 10. يبلغ طوله 6 قدم 0 بوصة (1.8 م). لعب مع نادي بريشتينا لكرة السلة وإسبارن بريمرهافن.

## روابط خارجية
- جوردان هولس على موقع كرة السلة الأوروبية.كوم (الإنجليزية)
- جوردان هولس على موقع كلية كرة السلة في سبورتس رفرنس.كوم (الإنجليزية)
- جوردان هولس على موقع ريلجم (الإنجليزية)
- جوردان هولس على موقع بروبوليرز (الإنجليزية)